# Liste der Biografien/Mils
Liste der Biografien |
Portal Biografien |
Personensuche
# |
A |
B |
C |
D |
E |
F |
G |
H |
I |
J |
K |
L |
M |
N |
O |
P |
Q |
R |
S |
T |
U |
V |
W |
X |
Y |
Z |
?
 
Ma |
Mb |
Mc |
Md |
Me |
Mf |
Mg |
Mh |
Mi |
Mj |
Mk |
Ml |
Mm |
Mn |
Mo |
Mp |
Mq |
Mr |
Ms |
Mt |
Mu |
Mv |
Mw |
Mx |
My |
Mz
 
Mia |
Mib |
Mic |
Mid |
Mie |
Mif |
Mig |
Mih–Mik |
Mil |
Mim |
Min |
Mio |
Mip |
Miq |
Mir |
Mis |
Mit |
Miu |
Miv |
Miw |
Mix |
Miy |
Miz
 
Mila |
Milb |
Milc |
Mild |
Mile |
Milf |
Milg |
Milh |
Mili |
Milj |
Milk |
Mill |
Milm |
Miln |
Milo |
Milq |
Milr |
Mils |
Milt |
Milu |
Milv |
Milw |
Mily |
Milz
Die Liste der Biografien führt alle Personen auf, die in der deutschsprachigen Wikipedia einen Artikel haben. Dieses ist eine Teilliste mit 18 Einträgen von Personen, deren Namen mit den Buchstaben „Mils“ beginnt.

## Mils

### Milsa
- Milsap, Ronnie (* 1943), US-amerikanischer Country- und Pop-Sänger

### Milsc
- Milschewsky, Walter (1911–1996), deutscher Politiker (SPD)

### Milse
- Milser, Rolf (* 1951), deutscher Gewichtheber
- Milsett, Tore (* 1944), norwegischer Radrennfahrer

### Milsk
- Milski, Jürgen (* 1963), deutscher Fernsehmoderator und SchlagersängerJürgen Milski (* 1963)

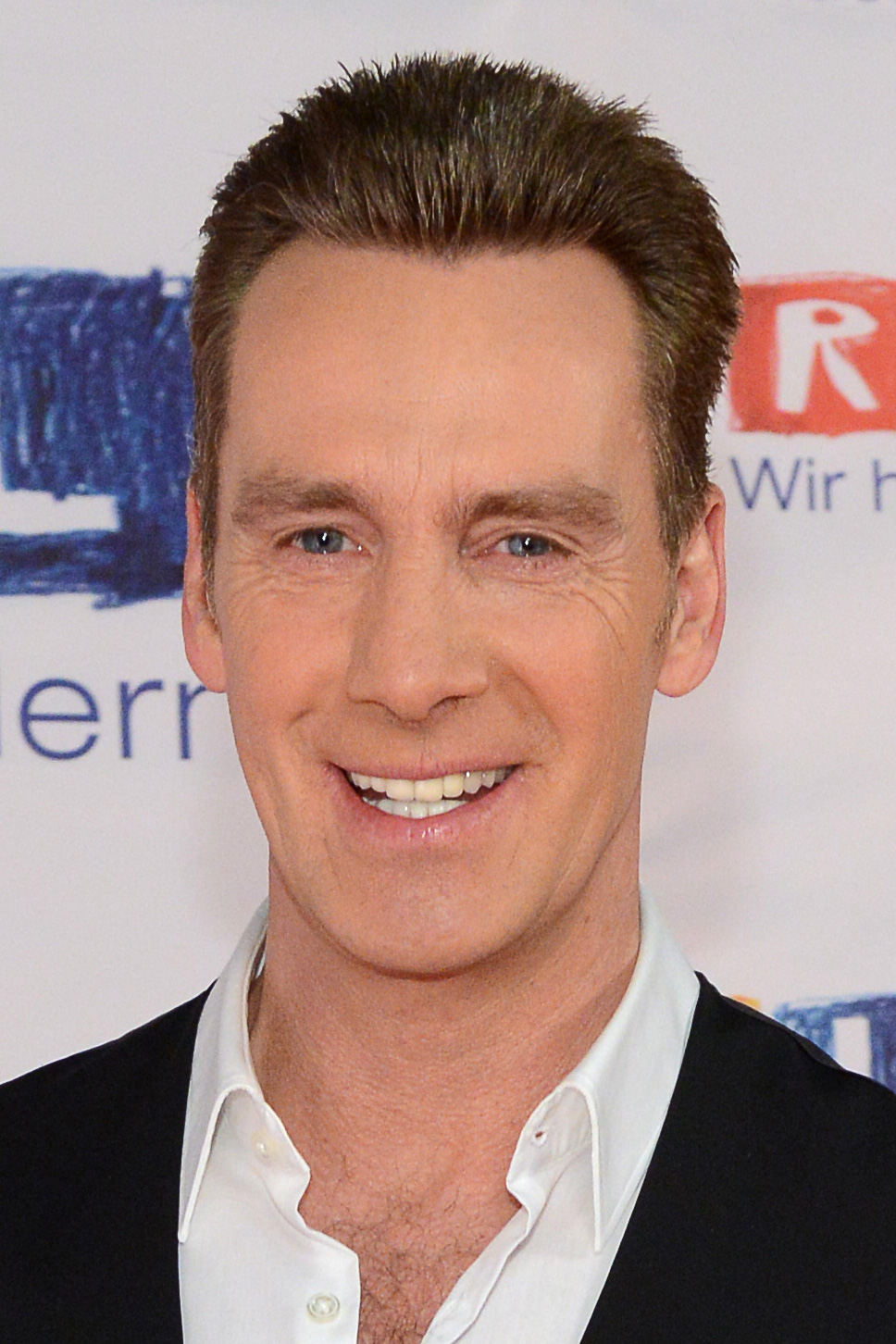
Jürgen Milski (* 1963)

- Milski, Stanisław (1897–1972), polnischer Schauspieler und Regisseur

### Milso
- Milsom, Jack (1907–1977), englischer Fußballspieler
- Milsom, Nigel (* 1975), australischer Maler
- Milsome, Douglas (* 1939), britischer Kameramann beim Film
- Milson, Felício (* 1999), angolanischer Fußballspieler

### Milst
- Milstein, Alexander (* 1963), ukrainischer Schriftsteller (schreibt in russischer Sprache), Übersetzer sowie bildender Künstler, darunter Illustrationen zu eigenen Werken
- Milstein, César (1927–2002), argentinischer Molekularbiologe
- Milstein, David (* 1947), israelischer Chemiker
- Milstein, Michail Abramowitsch (1910–1992), sowjetischer General
- Milstein, Nathan (1904–1992), US-amerikanischer Violinist
- Milstein, Uri (* 1940), israelischer Militärhistoriker und -schriftsteller
- Milster, Angelika (* 1951), deutsche Sängerin, Musicaldarstellerin, Schauspielerin und Synchronsprecherin
- Milster, Ingeborg, deutsche Hörspielregisseurin